# Actinochaetopteryx argentifera
Actinochaetopteryx argentifera är en tvåvingeart som beskrevs av Hiroshi Shima 1988. Actinochaetopteryx argentifera ingår i släktet Actinochaetopteryx och familjen parasitflugor. Inga underarter finns listade i Catalogue of Life.